# Comisariado del Pueblo de Comercio Exterior de la URSS
El Comisariado del Pueblo para Comercio Exterior de la Unión Soviética (en ruso: Народный комиссариат внешней торговли СССР, abreviado como Narkomvneshtorg) fue un organismo gubernamental de la Unión  Soviética encargado de administrar y planificar el comercio exterior, el cual era un monopolio estatal dirigido por el gobierno soviético, que controlaba la planificación y el funcionamiento del comercio exterior a través de las principales administraciones de importación y exportación y de ciertas grandes áreas geográficas, así como a través de corporaciones de comercio exterior que tenían monopolios sobre productos o servicios específicos.

## Historia
El comercio exterior soviético tuvo como base legal un monopolio estatal establecido por un decreto del Consejo de Comisarios del Pueblo del 22 de abril de 1918; "Sobre la nacionalización del comercio exterior". Su artículo 1 estipula que "Se nacionalizará todo el comercio exterior. Las transacciones comerciales para la compra y venta de todo tipo de productos (minería, manufactura, agricultura, etc.) con estados extranjeros y empresas comerciales individuales en el extranjero se llevarán a cabo en nombre de la República de Rusia por organismos especialmente autorizados. Aparte de estas autoridades, están prohibidas todas las transacciones comerciales con países extranjeros para importación y exportación". Según este mismo decreto, el organismo encargado de gestionar totalmente el comercio exterior sería el Comisariado del Pueblo de Comercio e Industria, el cual sería renombrado como "Comisariado del Pueblo de Comercio Exterior" en 1920, y las transacciones de comercio exterior sólo podrán ser realizadas por organismos especialmente autorizados por el Estado.
En 1922, se creó el Comisariado del Pueblo de Comercio Exterior de la Unión Soviética, y en 1923 se creó el Comisariado del Pueblo de Comercio Interior de la Unión Soviética, que en 1925 se fusionaron en un único organismo denominado "Comisariado del Pueblo de Comercio Exterior e Interior". En 1930, dicho comisariado del pueblo se dividió nuevamente en el Comisariado del Pueblo de Comercio Exterior y en el Comisariado del Pueblo de Abastecimiento. En 1946 el Narkomvneshtorg fue reemplazado por el Ministerio de Comercio Exterior. 

## Organización
La gestión estatal directa de los intercambios de comercio exterior la llevaba a cabo el Comisariado del Pueblo de Comercio Exterior de la Unión Soviética. Según el reglamento de este organismo, con fecha del 12 de noviembre de 1923 (n.º 108, Art. 1035), fue creado “para gestionar todas las actividades de comercio exterior de la URSS sobre la base de un monopolio estatal." Bajo su jurisdicción estaban las misiones de comercio exterior de la URSS.
La oficina central del Comisariado del Pueblo de Comercio Exterior estaba ubicada en Moscú, en un edificio de gran altura en la plaza Smolenskaya-Sennaya, núm. 32-34, que también albergaba al Comisariado del Pueblo de Asuntos Exteriores de la URSS. El Narkomvneshtorg tenía bajo su jurisdicción las siguientes dependencias: 
- Secretaría y Despacho del Ministro de Comercio Exterior
- Secretarías de los Viceministros de Comercio Exterior
- Directorio del Ministerio de Comercio Exterior
- Glavki (departamentos principales)
- Dirección Principal de Ingeniería y Técnica (GITU)

- Gestión
- Departamento de Personal

- Centro de Computación
- Comité del Partido (con derechos de comité distrital)
- Comité del Komsomol (con derechos de comité distrital)
- Comité Sindical
- Clínica

## Lista de Comisarios del Pueblo
| N.º | Comisario | Comisario                     | Partido | Partido           | Periodo                                     | Gabinete                  |
| --- | --------- | ----------------------------- | ------- | ----------------- | ------------------------------------------- | ------------------------- |
| 1   |           | Leonid Krasin (1870–1926)     |         | Partido Comunista | 6 de julio de 1923-18 de noviembre de 1925  | Lenin II Rýkov I–II       |
| 2   |           | Arkadi Rozengoltz (1889–1938) |         | Partido Comunista | 22 de noviembre de 1930-14 de junio de 1937 | Rýkov IV Mólotov I–II–III |
| 3   |           | Yevgueni Chvialev (1898–1940) |         | Partido Comunista | 14 de junio de 1937-29 de enero de 1938     | Mólotov III–IV            |
| 4   |           | Anastás Mikoyán (1895-1978)   |         | Partido Comunista | 29 de enero de 1938-15 de marzo de 1946     | Mólotov IV Stalin I       |